# چوروکو
چوروکو (به ژاپنی: 長禄 Chōroku) نام یک عصر تاریخی ژاپنی بود. این عصر بعد از  کوشو (دوره) و قبل از کانشو قرار داشت و از سپتامبر ۱۴۵۷ تا دسامبر ۱۴۶۰ به طول انجامید. در طی این عصر امپراتور گو-هانزونو امپراتور ژاپن بود.